# 米內勒爾鎮區 (阿肯色州塞維爾縣)
米內勒爾鎮區（英語：Mineral Township）是位於美國阿肯色州塞維爾縣的一個行政鎮區。

## 地方資料
米內勒爾鎮區的面積為124.56平方千米，當中陸地面積為124.30平方千米，而水域面積為0.26平方千米。根據2010年美國人口普查的數據，當地共有人口1086人，而人口密度為每平方千米8.72人。